# Boinville-en-Mantois
Boinville-en-Mantois – miejscowość i gmina we Francji, w regionie Île-de-France, w departamencie Yvelines.
Według danych na rok 1990 gminę zamieszkiwało 259 osób, a gęstość zaludnienia wynosiła 53 osób/km² (wśród 1287 gmin regionu Île-de-France Boinville-en-Mantois plasuje się na 953. miejscu pod względem liczby ludności, natomiast pod względem powierzchni na miejscu 685.).